# Богдановка (Яготинский район)

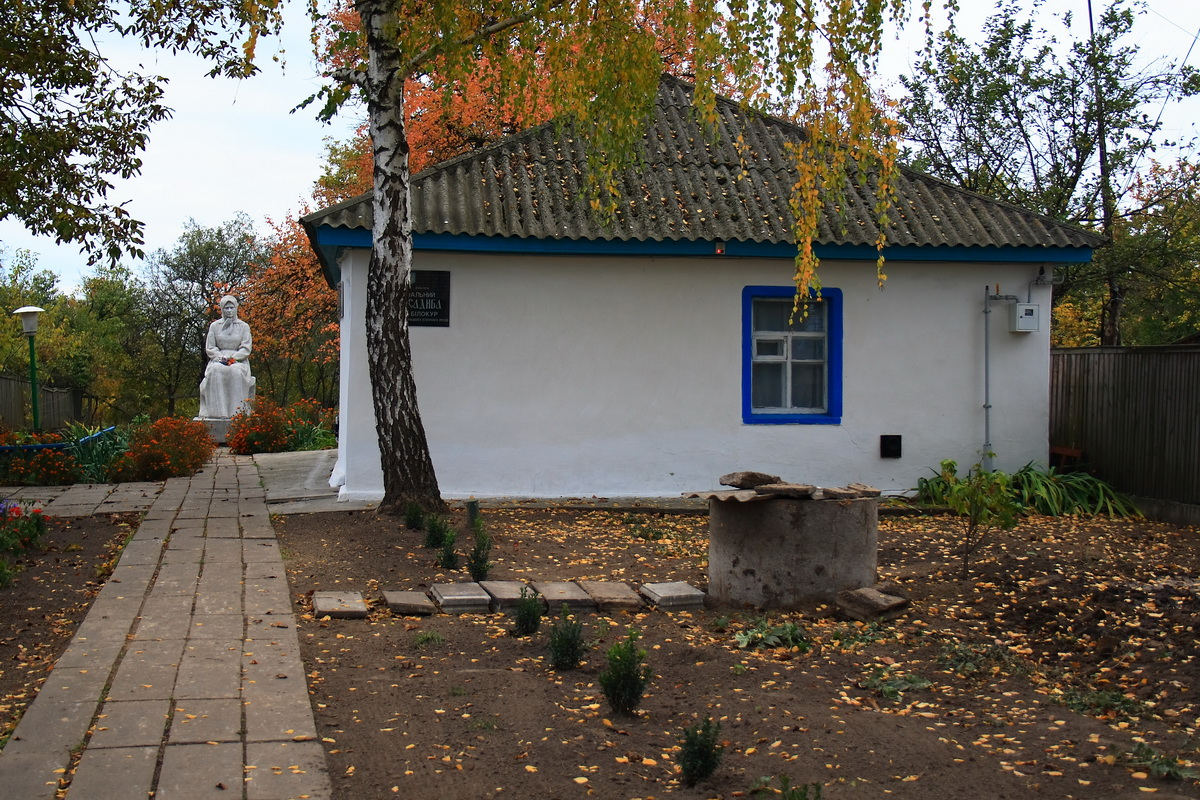
Музей-усадьба Екатерины Белокур

Богда́новка (укр. Богданівка) — село, входит в Яготинский район Киевской области Украины.
Население по переписи 2001 года составляло 782 человека. Почтовый индекс — 07742. Телефонный код — 4575. Занимает площадь 3,5 км². Код КОАТУУ — 3225580901.
В селе родилась, жила и творила украинская художница Екатерина Васильевна Белокур.

## Достопримечательности
На территории усадьбы Екатерины Белокур сейчас мемориальный музей художницы (открыт в 1977 году).
Возле дома-музея установлен памятник художнице (скульптура работы Ивана Белокура, племянника художницы).

## Местный совет
Село Богдановка — административный центр Богдановского сельского совета.
Адрес местного совета: Богдановка, ул. Бондаренко, 89.